# Tomorrow, With You
Tomorrow, With You (hangul: 내일 그대와; rr: Nae-il Geudaewa) é uma telenovela sul-coreana de 2017, estrelada por Lee Je-hoon e Shin Min-a. Foi exibida de 3 de fevereiro a 25 de março de 2017 pela emissora tvN, contendo um total de dezesseis episódios. Seu enredo refere-se a um viajante no tempo que decide se casar a fim de mudar o futuro.

## Enredo
A história gira em torno de Yoo So-joon (Lee Je-hoon), CEO de uma imobiliária, que tem a capacidade de viajar no tempo por meio de um metrô; e sua esposa, Song Ma-rin (Shin Min-a), que trabalha como fotógrafa amadora. So-joon prevê que em seu futuro ele morrerá, então decide se casar com Ma-rin para evitar esse destino. Com o passar do tempo, ele aprende a amá-la de forma altruísta.

## Elenco

### Principal

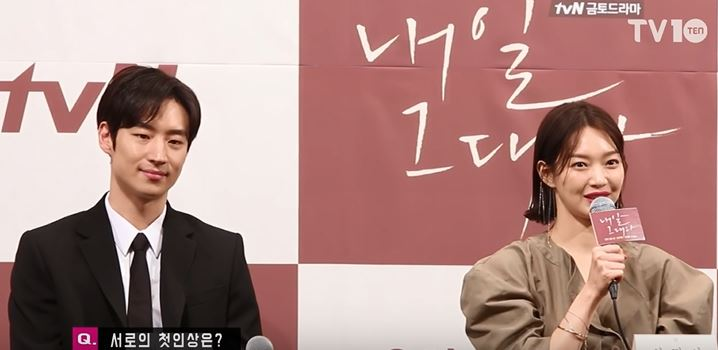
Lee e Shin durante conferência de imprensa de Nae-il Geudaewa.

- Lee Je-hoon como Yoo So-joon
- Shin Min-a como Song Ma-rin

### De apoio
- Kim Ye-won como Lee Gun-sok
- Kang Ki-doong como Kang Ki-doong
- Park Joo-hee como Shin Se-young
- Baek Hyun-jin como Kim Young-jin
- Oh Kwang-rok como Shin Sung-gyoo
- Yoon Sa-bong como Mi-soo
- Lee Jung-eun como Cha Boo-sim
- Jo Han-chul como Doo-sik
- Shim Wan-joon como Kang So-jang
- Chae Dong-hyun como Hwang Bi-seo

#### Outros
- Lee Bong-ryun como Oh Soo-ri
- Lee Ah-rin como Shin-bi
- Kim Seung-hoon como Hwang Sang-moo

## Produção
Nae-il Geudaewa foi escrita por Heo Sung-hye (All About My Wife) e dirigida por Yoo Je-won (Oh My Ghostess, High School King of Savvy). A primeira leitura de roteiro ocorreu em 29 de agosto de 2016 em Sangam-dong, Seul, Coreia do Sul e suas filmagens iniciaram-se em 5 de setembro de 2016.

## Trilha sonora
A trilha sonora de Nae-il Geudaewa foi lançada inicialmente em três partes, com as canções "Flower" (꽃), "Tomorrow With You" (내일 그대와) e "Relieved" (참 다행이야). Mais tarde, todas as faixas foram compiladas em um único lançamento.  		
| N.º            | Título                                                  | Artista        | Duração |  |
| 1.             | "Flower" (꽃)                                           | Seo In-guk     | 3:49    |  |
| 2.             | "Tomorrow With You" (내일 그대와)                       | Kim Feel       | 4:05    |  |
| 3.             | "Relieved" (참 다행이야)                                | Lee Sera       | 4:47    |  |
| 4.             | "Tomorrow With You Main Title" (내일 그대와 Main Title) | Im Ha Yeong    | 0:50    |  |
| 5.             | "Destiny" (인연)                                        | Im Seung Bum   | 2:57    |  |
| 6.             | "Into The Time" (시간여행)                              | Im Ha Yeong    | 2:30    |  |
| 7.             | "Throbbing" (덕방이 주의보)                             | Yoo Jung Hyun  | 2:42    |  |
| 8.             | "Time Difference" (시차부적응)                          | Yoo Jung Hyun  | 2:19    |  |
| 9.             | "Propose Blues" (환청블루스)                            | Yoo Jung Hyun  | 3:06    |  |
| 10.            | "Weddingdress in the Rain" (우산 속 웨딩 드레스)        | Yoo Jung Hyun  | 3:02    |  |
| 11.            | "Honeymoon" (꿀달)                                      | Yoo Jung Hyun  | 2:24    |  |
| 12.            | "Hidden Time" (감춰진 시간)                             | Im Ha Yeong    | 2:10    |  |
| 13.            | "Yesterday" (어제)                                      | Im Ha Yeong    | 4:16    |  |
| 14.            | "Today" (오늘)                                          | Im Ha Yeong    | 3:28    |  |
| 15.            | "Tomorrow" (내일)                                       | Im Ha Yeong    | 2:35    |  |
| 16.            | "Last Duel" (마지막 결투)                               | Im Ha Yeong    | 6:12    |  |
| 17.            | "Time Hole"                                             | Im Ha Yeong    | 2:05    |  |
| Duração total: | Duração total:                                          | Duração total: | 53:17   |  |

### Canções que figuraram nas paradas
| "Flower" (꽃) (Seo In-guk)                                                            | 2017 | 68 | - COR: 42,857+ | Parte 1 |
| "Tomorrow With You" (내일 그대와) (Kim Feel)                                          | 2017 | 68 | - COR: 44,573+ | Parte 2 |
| "—" indica que o lançamento não entrou nas paradas ou não foi lançado naquela região. |      |    |                |         |

## Recepção
Na tabela abaixo, os números azuis representam as audiências mais baixas e os números vermelhos representam as audiências mais elevadas.
| Episódio | Data de transmissão original | Audiência média | Audiência média |
| Episódio | Data de transmissão original | AGB Nielsen     | TNmS            |
| Episódio | Data de transmissão original | Em todo o país  | Em todo o país  |
| -------- | ---------------------------- | --------------- | --------------- |
| 1        | 3 de fevereiro de 2017       | 3.857%          | 3.9%            |
| 2        | 4 de fevereiro de 2017       | 3.085%          | 3.1%            |
| 3        | 10 de fevereiro de 2017      | 2.701%          | 3.2%            |
| 4        | 11 de fevereiro de 2017      | 1.148%          | 1.0%            |
| 5        | 17 de fevereiro de 2017      | 1.034%          | 1.4%            |
| 6        | 18 de fevereiro de 2017      | 1.568%          | 1.9%            |
| 7        | 24 de fevereiro de 2017      | 1.635%          | 1.8%            |
| 8        | 25 de fevereiro de 2017      | 1.122%          | 1.5%            |
| 9        | 3 de março de 2017           | 1.158%          | 1.6%            |
| 10       | 4 de março de 2017           | 1.518%          | 1.8%            |
| 11       | 10 de março de 2017          | 0.868%          | 1.3%            |
| 12       | 11 de março de 2017          | 1.081%          | 1.5%            |
| 13       | 17 de março de 2017          | 1.022%          | 1.3%            |
| 14       | 18 de março de 2017          | 1.094%          | 1.5%            |
| 15       | 24 de março de 2017          | 0.943%          | 1.05%           |
| 16       | 25 de março de 2017          | 1.822%          | 2.4%            |
| Média    | Média                        | 1.728%          | 1.9%            |